# 2016 في أوزبكستان
فيما يلي قوائم الأحداث التي وقعت خلال عام 2016 في أوزبكستان.

## سياسة

### تعيين في المنصب
- 2 سبتمبر – نعمة الله يولداشيف رئيس أوزبكستان.
- 8 سبتمبر – شوكت ميرضيايف رئيس أوزبكستان،رئيس أوزبكستان.

### انتهاء فترة المنصب
- 2 سبتمبر – إسلام كريموف رئيس أوزبكستان.
- 8 سبتمبر – نعمة الله يولداشيف رئيس أوزبكستان.
- 14 ديسمبر – شوكت ميرضيايف رئيس وزراء أوزبكستان [الإنجليزية]‏.

## رياضة
- 1 يناير – أوزبكستان في الألعاب الأولمبية الصيفية 2016

## وفيات

### سبتمبر
- 2 سبتمبر – إسلام كريموف (مواليد 1938) رئيس أوزبكستان راحل.